# Lihava
Lihava är en sjö i kommunen Pertunmaa i landskapet Södra Savolax i Finland. Sjön ligger 104 meter över havet. Den är 9,16 meter djup. Arean är 65 hektar och strandlinjen är 5,39 kilometer lång. Sjön  ingår i Kymmene älvs huvudavrinningsområde.   Den ligger omkring 42 kilometer väster om S:t Michel och omkring 170 kilometer nordöst om Helsingfors. 